# Енциклопедија Републике Српске
Енциклопедија Републике Српске је назив  енциклопедије посвећене Републици Српској. Према Закону о енциклопедији Републике Српске, енциклопедија је дефинисана као општа енциклопедија о прошлости и садашњости Републике Српске.
Израђивач и издавач Енциклопедије Републике Српске је Академија наука и умјетности Републике Српске. Уређивачки одбор Енциклопедије Републике Српске је именовала Влада Републике Српске на предлог који је дала АНУРС. Средства за израду енциклопедије је обезбиједило Министарство науке и технологије Републике Српске и Министарство просвјете и културе Републике Српске, односно, енциклопедију финансира Влада Републике Српске из властитог буџета. 
Председник Уређивачког одбора је бивши председник Републике Српске и председник Академије наука и умјетности Републике Српске Рајко Кузмановић. Уређивачки одбор чини 28 стручних редакција, више од 150 научних радника из Републике Српске и шире, те стручне радакције које су организоване на нивоима градова и општина Републике Српске.

## Томови
Енциклопедија Републике Српске је осмишљена као енциклопедија општег карактера која обрађује свеукупну тематику од општег значаја за Републику Српску. До краја 2023. објављено је пет томова. Обрађена су слова од А до Л.

## Историја
Закон о Енциклопедији Републике Српске је донесен у Скупштини Републике Српске, и објављен у Службеном гласнику Републике Српске под бројем 01-778/07 на дан 3. мај 2007. године. Године 2007. Влада Републике Српске је имановала Уређивачки одбор под окриљем Академије наука и умјетности Републике Српске.